# بين رامزي
بين رامزي (بالإنجليزية: Ben Ramsey)‏ هو محامي وسياسي أمريكي، ولد في 28 ديسمبر 1903 في الولايات المتحدة، وتوفي في 27 مارس 1985 في أوستن في الولايات المتحدة. حزبياً، نشط في الحزب الديمقراطي.

## مناصب
- انتخب عضو مجلس نواب تكساس.
- انتخب عضو مجلس ولاية تكساس.
- انتخب وزير خارجية تكساس [الإنجليزية]‏.
- انتخب نائب حاكم تكساس [الإنجليزية]‏.
- انتخب هيئة سكة حديد تكساس.